# Aïn Séfra
Aïn Séfra (árabe: عين الصفراء) es una ciudad de Argelia localizada en el vilayato de Naama, cabecera del distrito de Aïn Séfra. Cuenta con una población de 34 962 habitantes, siendo la segunda más poblada en el vilayato tras Mécheria.

## Geografía
Aïn Séfra se encuentra al final de los montes Atlas, a 45 km al este de la frontera marroquí. La ciudad yace en un ancho valle entre el macizo de Djébel Mekter y el Monte Aïssa, junto al lecho del Wadi Aïn Séfra.

## Toponimia
El nombre Aïn Sefra proviene de Aïn ‘fuente’, y Sefra ‘amarillo’, que se traduciría en ‘Manantial amarillo’.

## Historia
Aïn Séfra se fundó en 1881 como una guarnición francesa. El 21 de octubre de 1904 una inundación destruyó la sección europea del pueblo.

## Demografía
Según el censo general de población y vivienda de 2008 , la población de la comuna de Aïn Sefra se estima en 52 320 habitantes en comparación con 34 962 en 1998

## Patrimonio

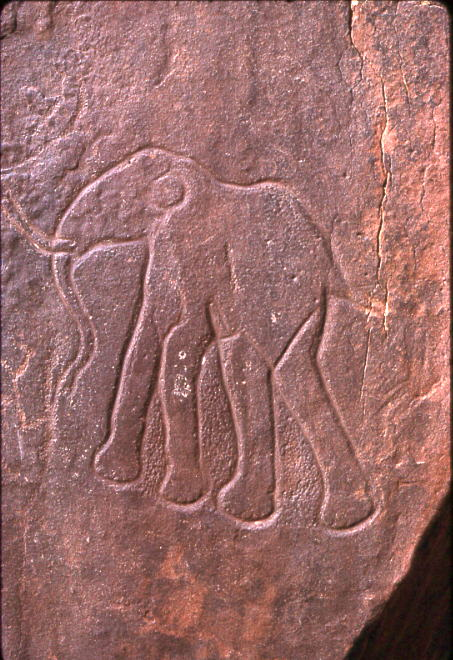
Grabado de la estación de Tiout.

La región de Ain Sefra es rica en estaciones de arte rupestre. A lo largo del camino a El Bayadh, están los grabados de Jebel Mahisserat, conocida como la estación de la estación de Rock y Tiout. Estos grabados son los primeros en el mundo que han sido reportados como obras prehistóricas (1847).
La ciudad se encuentra al pie de las dunas, famosas por su color dorado y en parte fijas hoy, que hizo la reputación de la ciudad. Pero, también está rodeado de vegetación.
La tumba de Isabelle Eberhardt se encuentra en el cementerio musulmán.